# Rezerwat Magadański
Rezerwat Magadański (ros. Государственный природный заповедник «Магаданский») – ścisły rezerwat przyrody (zapowiednik) w obwodzie magadańskim w Rosji. Znajduje się w rejonach olskim i sredniekańskim. Jego obszar wynosi 8838,17 km², a strefa ochronna 937 km². Rezerwat został utworzony dekretem rządu Rosyjskiej Federacyjnej Socjalistycznej Republiki Radzieckiej z dnia 1 maja 1982 roku. Dyrekcja mieści się w Magadanie. Rezerwat znajduje się na wstępnej liście światowego dziedzictwa UNESCO. W 2004 roku został zakwalifikowany przez BirdLife International jako ostoja ptaków IBA.

## Opis
Prawie cały obwód magadański zajmują pasma górskie i masywy o wysokości do 1500 m. Tylko na samym wybrzeżu Morza Ochockiego znajdują się obszary nisko położone. Rezerwat jest jedynym zapowiednikiem w tym obwodzie i składa się z czterech części położonych w dużych odległościach od siebie. Znajdują się one w miejscach trudno dostępnych, daleko od siedlisk ludzkich i znacznie różnią się charakterystyką. Są to:

### Kawa-Czełomdżinskij Uczastok

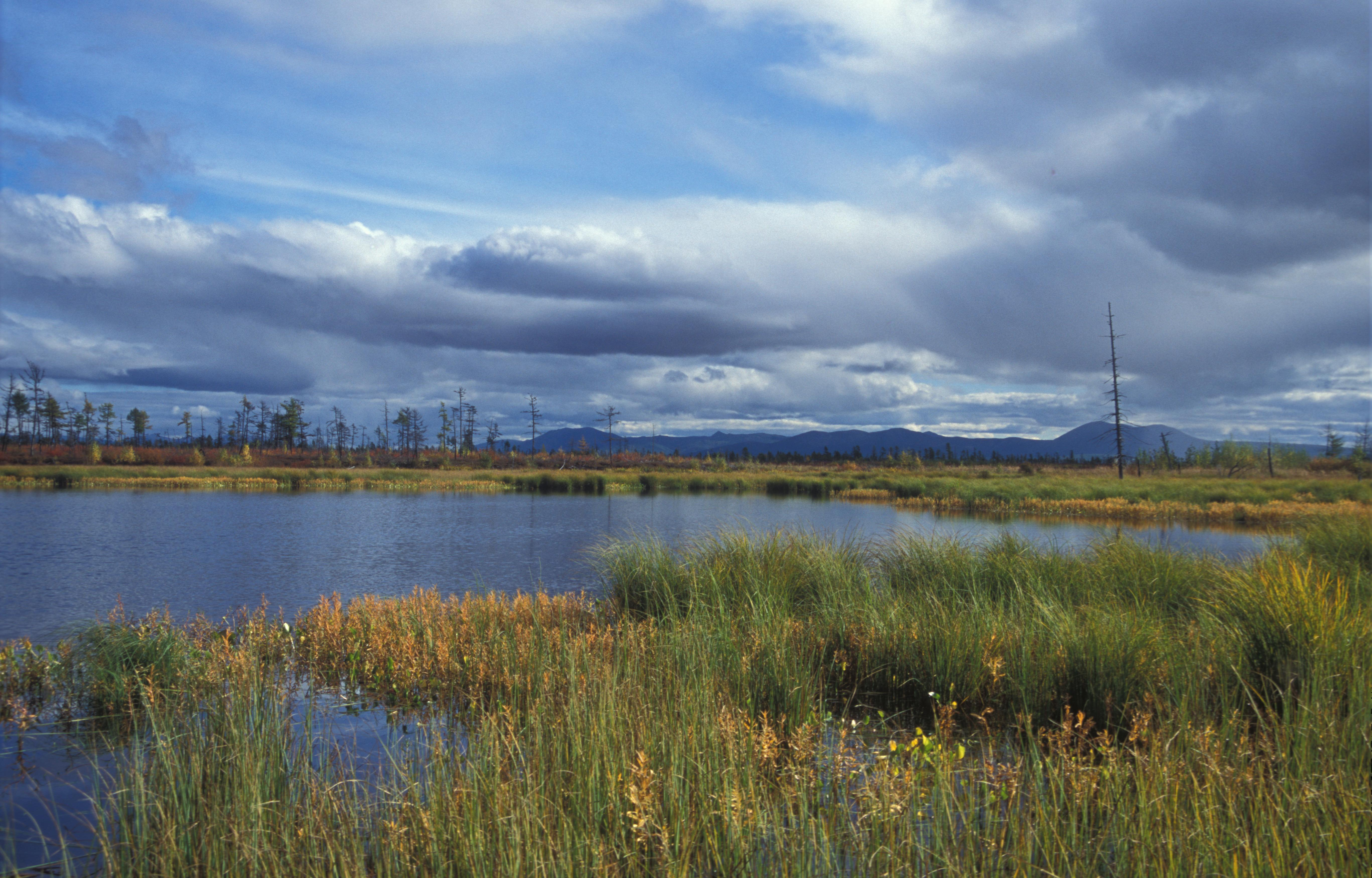
Kawa-Czełomdżinskij Uczastok. Jezioro Niasza

Największa część rezerwatu (6244,56 km²). Zajmuje fragment Równiny Jansko-Taujskoj, między rzekami Kawa i Czełomdżi. Łączą się one i tworzą rzekę Tauj, która jest największą rzeką wpadającą do Zatoki Taujskiej. Większość tej części rezerwatu pokryta jest tajgą, w której dominuje modrzew dahurski.
Na rzece Czełomdżi znajduje się jedno z największych na północnym wybrzeżu Morza Ochockiego, nienaruszonych ekologicznie, tarlisk ryb łosiosiowatych – kety i kiżucza. Zamieszkują tu też dwa gatunki płazów – kątoząb syberyjski i żaba z gatunku Rana amurensis. Wśród ptaków żyją tu m.in. nur rdzawoszyi, nur czarnoszyi, perkoz rdzawoszyi, łabędź krzykliwy, gęś tajgowa, gęś białoczelna. Gniazdują tu bielik, rybołów i puchacz japoński. Wśród ssaków powszechne są tu niedźwiedź brunatny, lis rudy, soból tajgowy, gronostaj europejski, norka amerykańska, wydra europejska, łoś euroazjatycki, wilk szary, rosomak tundrowy, renifer tundrowy.
Wraz z łososiami wędrującymi na tarło foka plamista wpływa do rzeki Tauj. Potrafi czasami przepłynąć w górę rzeki do 150 km od morza.

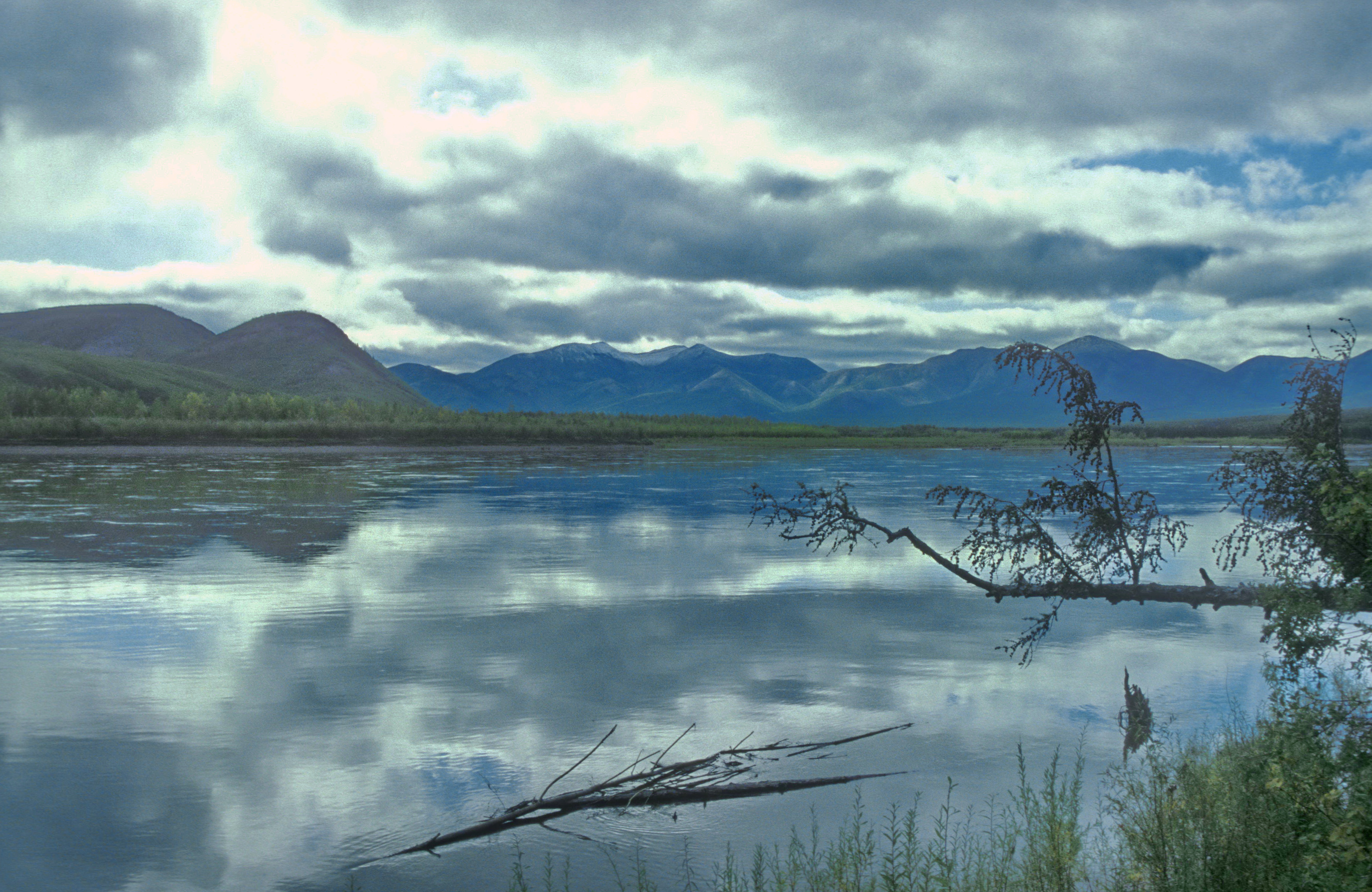
Siejmczanskij Uczastok. Rzeka Kołyma

### Siejmczanskij Uczastok
Powierzchnia 1178,39 km². Położony jest na lewym brzegu rzeki Kołyma. Większą część rezerwatu zajmuje tajga górska, podmokłe lasy modrzewiowe i zarośla brzozowe.
Żyje tu 25 gatunków ryb słodkowodnych. Powszechny jest m.in. szczupak pospolity, okoń pospolity, śliz syberyjski, jelec syberyjski. Gnieżdżą się tu takie ptaki jak m.in. głuszec czarnodzioby, puchacz japoński, cietrzew zwyczajny, dzięcioł trójpalczasty, mewa syberyjska, puszczyk mszarny. Można tu spotkać niedźwiedzia brunatnego, rosomaka, sobola, gronostaja, łosia, wydrę i rysia euroazjatyckiego.

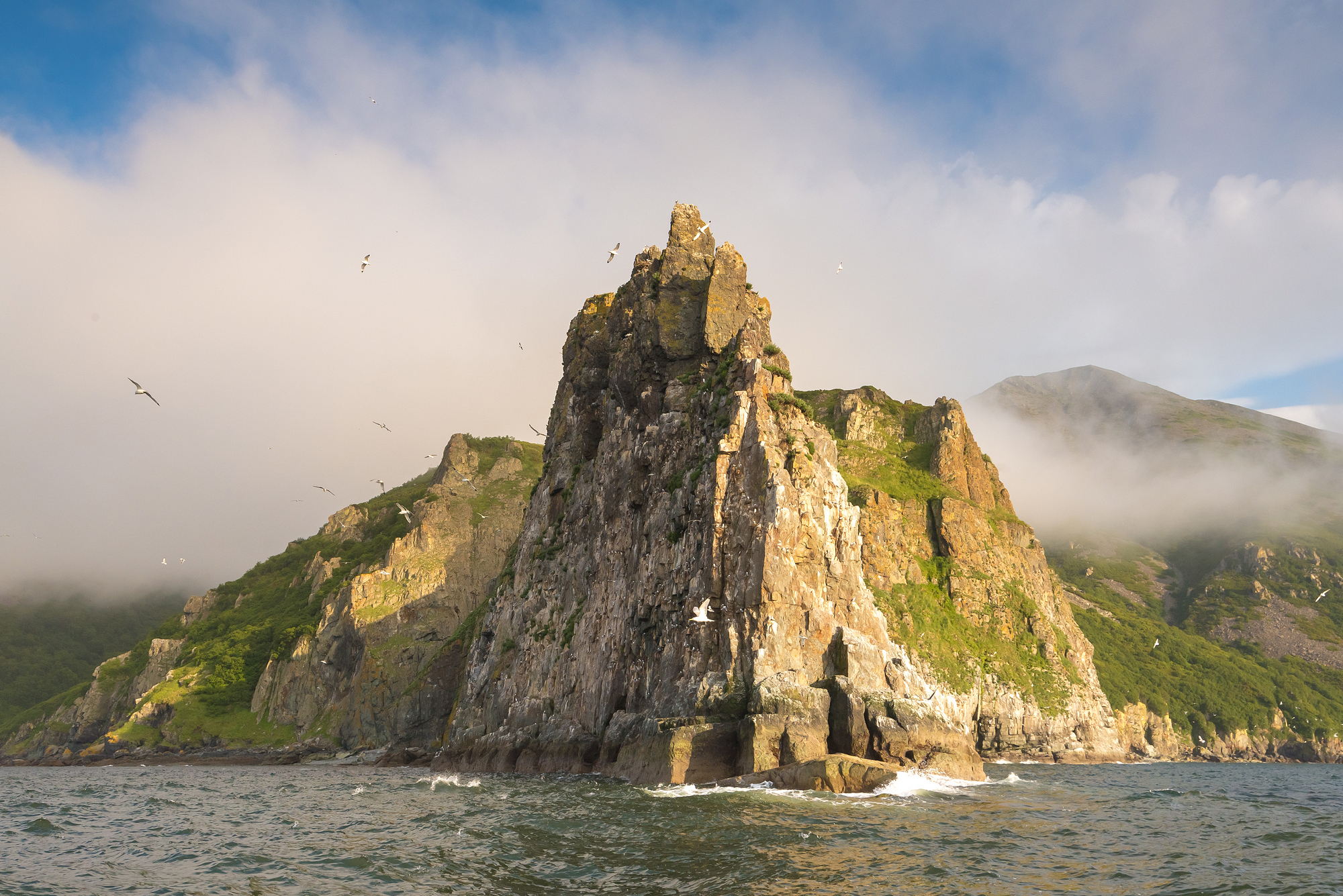
Olski Uczastok. Półwysep Koni

### Olski Uczastok
Powierzchnia 1034,34 km². Zajmuje zachodnią część Półwyspu Koni nad Morzem Ochockim. Jest to obszar górzysty (najwyższy szczyt to Góra Skalistaja – 1548 m n.p.m.). Znajdują się tu liczne wodospady i jeziora. Z ryb łososiowatych w rzekach żyją wyłącznie gorbusze. Na tym terenie rozległe obszary zajmują zarośla sosny karłowej, a lasy brzozowe są charakterystyczne dla przybrzeżnych zboczy gór.
Żyje tu dużo niedźwiedzi brunatnych. Większość tych drapieżników zbiera się latem, podczas tarła, by pożywiać się gorbuszami. W wodach przybrzeżnych półwyspu żyją trzy gatunki fok: foka plamista, nerpa obrączkowana i fokowąs brodaty. Na skałach wybrzeża znajduje się 48 kolonii ptaków morskich – głównie mew trójpalczastych i mew pacyficznych. Gniazdują tu kormorany krasolice, nurniki ochockie i maskonury pacyficzne. Na trawiastych zboczach południowego wybrzeża znajdują się 3 duże kolonie maskonurów złotoczubych.

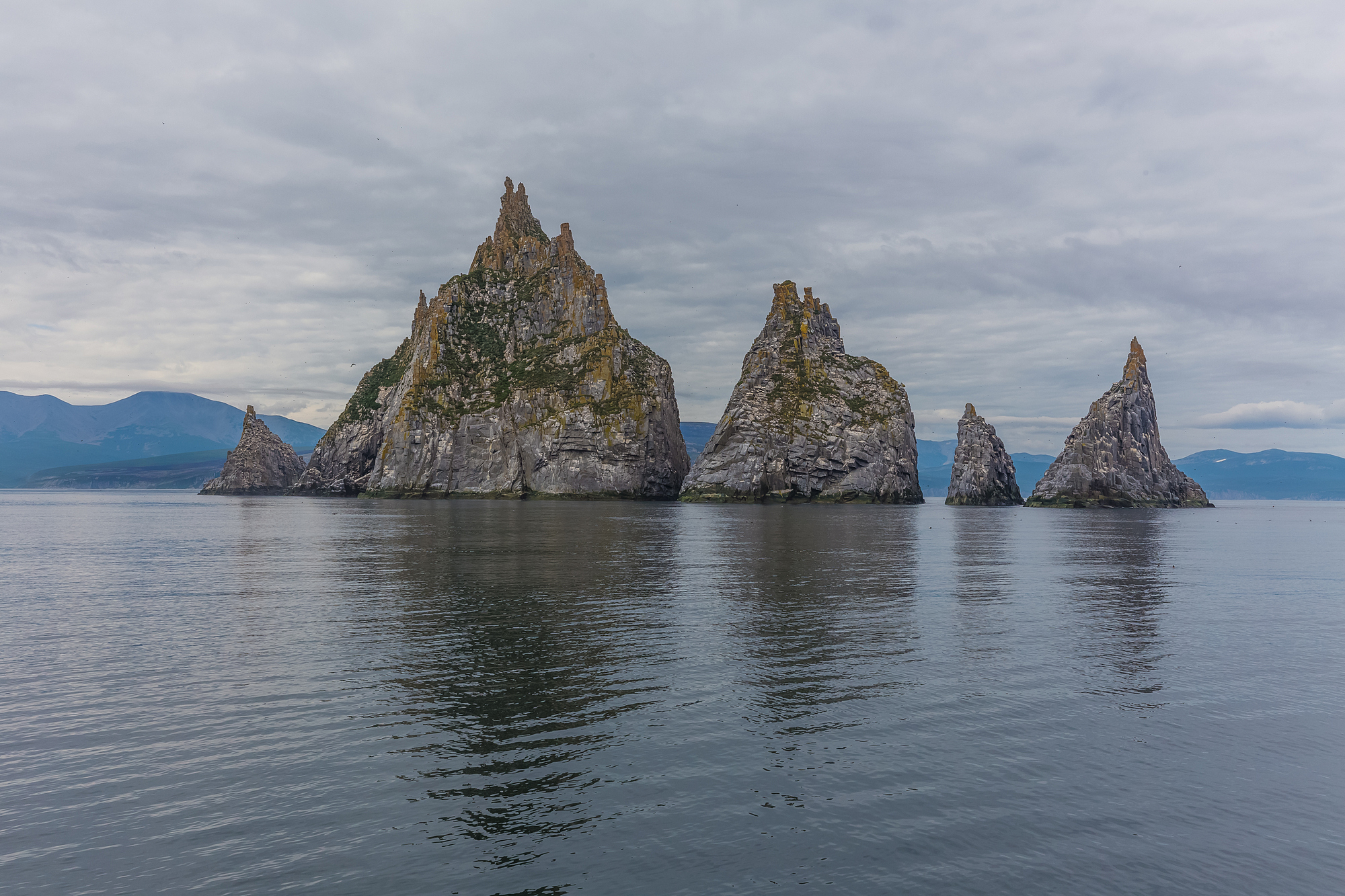
Jamskij Uczastok. Wyspa Chatemalniu

### Jamskij Uczastok
Powierzchnia 388,09 km². Znajduje się w południowo-zachodniej części obwodu magadańskiego i obejmuje 3 mniejsze obszary: równinę zalewową rzeki Jama, wybrzeże Półwyspu Piagina i Archipelag Jamskoj.
1/ Na równinie zalewowej rzeki Jama rozciągają się lasy świerkowe. Są tu tarliska łososia pacyficznego – kety i kiżucza. Żyje tu 90 gatunków ptaków lęgowych, w tym m.in.: jastrząb zwyczajny, dzięcioł trójpalczasty, nur czarnoszyi i rdzawoszyi, łabędź krzykliwy, bielik. Wśród drapieżników są tu m.in. wydra, niedźwiedź brunatny, soból, gronostaj, rosomak.
2/ Archipelag Jamskoj to skaliste wyspy położone 10–15 km od wybrzeża Półwyspu Piagina. Archipelag składa się z dwóch dużych wysp – Matykil i Atykan oraz trzech mniejszych – Baran, Chatemalniu i Kokonce, które są dużymi skałami. Wyspy oddalone są od siebie o 1,5–10 km. Na wszystkich wyspach znajdują się kolonie ptaków morskich, liczące w sumie do 6 milionów osobników. Największe kolonie znajdują się na wyspie Matykil – gniazduje tu 12 gatunków ptaków morskich, łącznie 4,7 mln osobników. Kolonie tworzą m.in. nurniki ochockie, maskonury pacyficzne, kormorany krasolice, nurzyki zwyczajne, nurzyki polarne, nurniczki malutkie, mewy ochockie, mewy trójpalczaste, fulmary zwyczajne. Na wschodnim krańcu wyspy Matykil znajdują się kolonie uchatków grzywiastych oraz kolonia fokowąsów brodatych.
3/ Najsłabiej zbadana część rezerwatu – na Półwyspie Piagina – to wąski pas wybrzeża morskiego od przylądka Japon do przylądka Cziornyj o szerokości 1 km i długości 51 km. Na półwyspie nie ma roślinności leśnej, a najbardziej rozpowszechnionymi ssakami są tu niedźwiedzie brunatne.

## Klimat
Klimat monsunowy. Średnia temperatura stycznia jest poniżej –25 °C. Lata są zimne, wilgotne, z częstymi mgłami. Średnie temperatury w lipcu wynoszą od +12 do +15 °C.